# アピタ各務原店
アピタ各務原店 (アピタかかみがはらてん) は、岐阜県各務原市に所在し、ユニー株式会社が運営・管理するショッピングセンターである。

## 概要
日本毛織が岐阜工場の敷地の一部を利用して、複合商業施設「アピタ各務原店」を建設。この施設をユニーが2000年9月 - 2020年9月の20年間の契約で借用している。
店舗は1階,2階が店舗、3階が屋内駐車場、4階が屋上駐車場の鉄骨造3階建て。ハートビル法適用建物である。
建物入口には「ニッケゴルフセンター・ニッケテニスドーム」と表記されたプレートがある。アピタ各務原店南に日本毛織関連のニッケゴルフセンター、ニッケテニスドームがあり、元々アピタ各務原店の建物は日本毛織の所有物であることから、ニッケゴルフセンター及びニッケテニスドームの同じ敷地内の建物であり、日本毛織関連の建物であることを示すプレートと推測される。

## テナント
アピタ各務原店を核店舗に約40の専門店が入居する。
1階は北西側には書店やカフェで構成された「草叢BOOKS」を2017年4月14日にアピタ新守山店（現：アピタパワー新守山店）に次いで配置し、北東側にスーパーマーケット、南側には軽食店などのテナントを固めている。
2階は北西側にフードコートやアミューズメントを配置、北側にはアピタの衣料、生活雑貨売り場、南側には大型の100円ショップなどの衣料・雑貨のテナントを配置している。

### ホームセンター

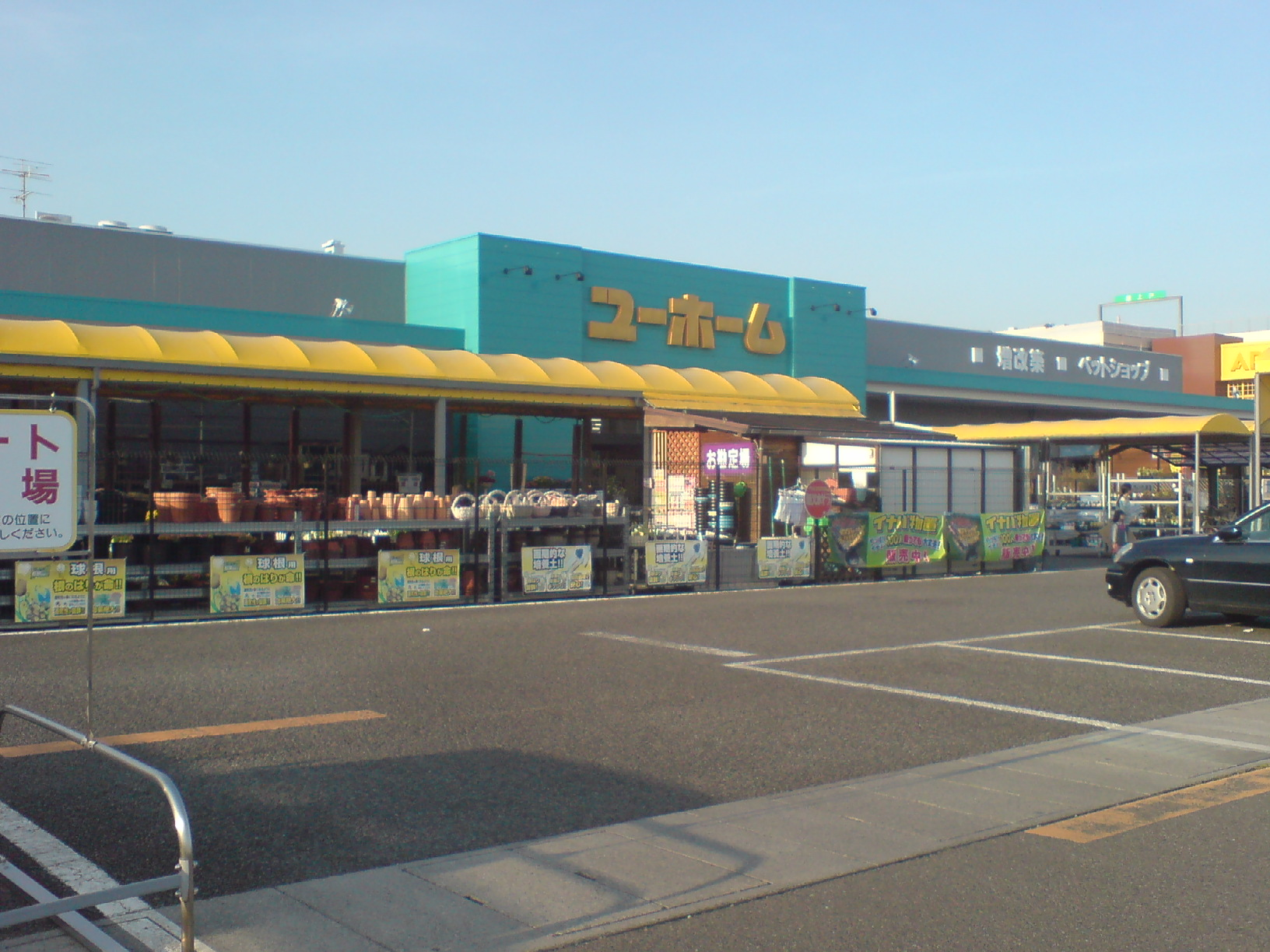
併設されていたユーホーム各務原店。DCMカーマに売却・ブランド転換後、現在はDCM各務原店として営業。

副核店舗として、ユニー直営のホームセンター「ユーホーム」の岐阜県1号店となる「ユーホーム各務原店」がアピタ建物の西側に配置されていた。アピタ各務原店と同じ日に開店しているが、ユニーの事業改革（ホームセンター事業の撤退）に伴い、2016年（平成28年）6月12日に閉店。店舗は改装され、DCMホールディングス傘下のDCMカーマに賃貸。同年7月12日に「DCMカーマ各務原店」として開店。DCMのブランド統合に伴い、現在は「DCM各務原店」として営業している。

## 交通

### 公共交通機関
- 各務原市ふれあいバス稲羽線・東西線「アピタ・カーマホームセンター」バス停下車。

### 自動車
- 国道21号「各務原町」交差点より南へ約500m。
  - 愛知県道・岐阜県道17号江南関線「三ツ池町6」交差点より東へ約1.5km。

## 店舗周辺
- 日本毛織岐阜工場
- 岐阜県立岐阜各務野高等学校
- 各務原市立鵜沼第二小学校
- 炉畑遺跡
- ニッケゴルフクラブ（ゴルフ練習場）